# Nephrodium davallioides
Nephrodium davallioides là một loài thực vật có mạch trong họ Dryopteridaceae. Loài này được (Sw.) Desv. miêu tả khoa học đầu tiên năm 1827.